# 하늘과 바람과 별과 시

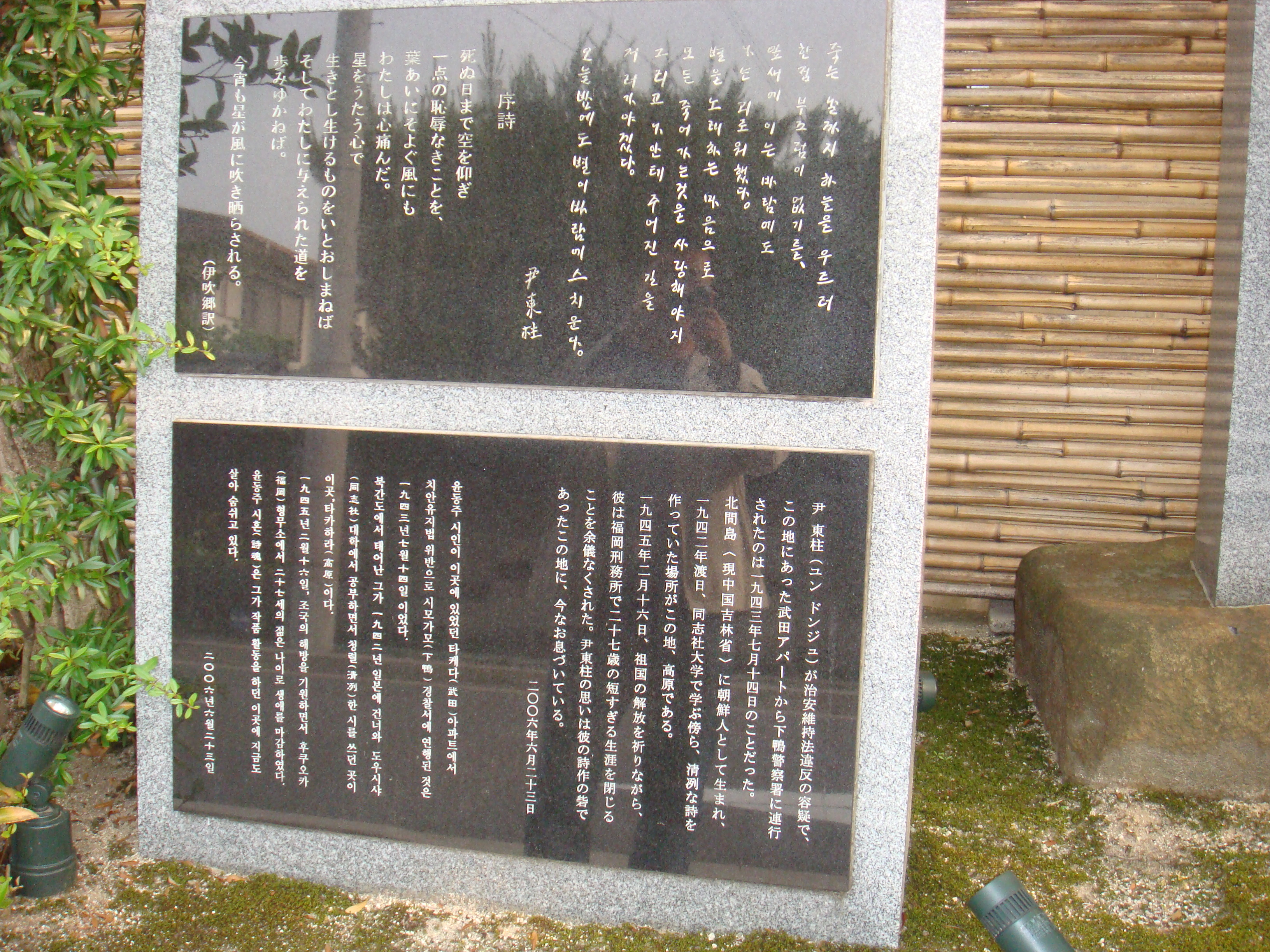
교토대학교 근처 윤동주가 살던 집터에 세워진 시비

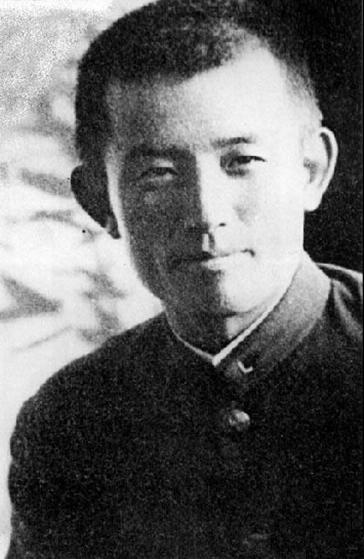
윤동주

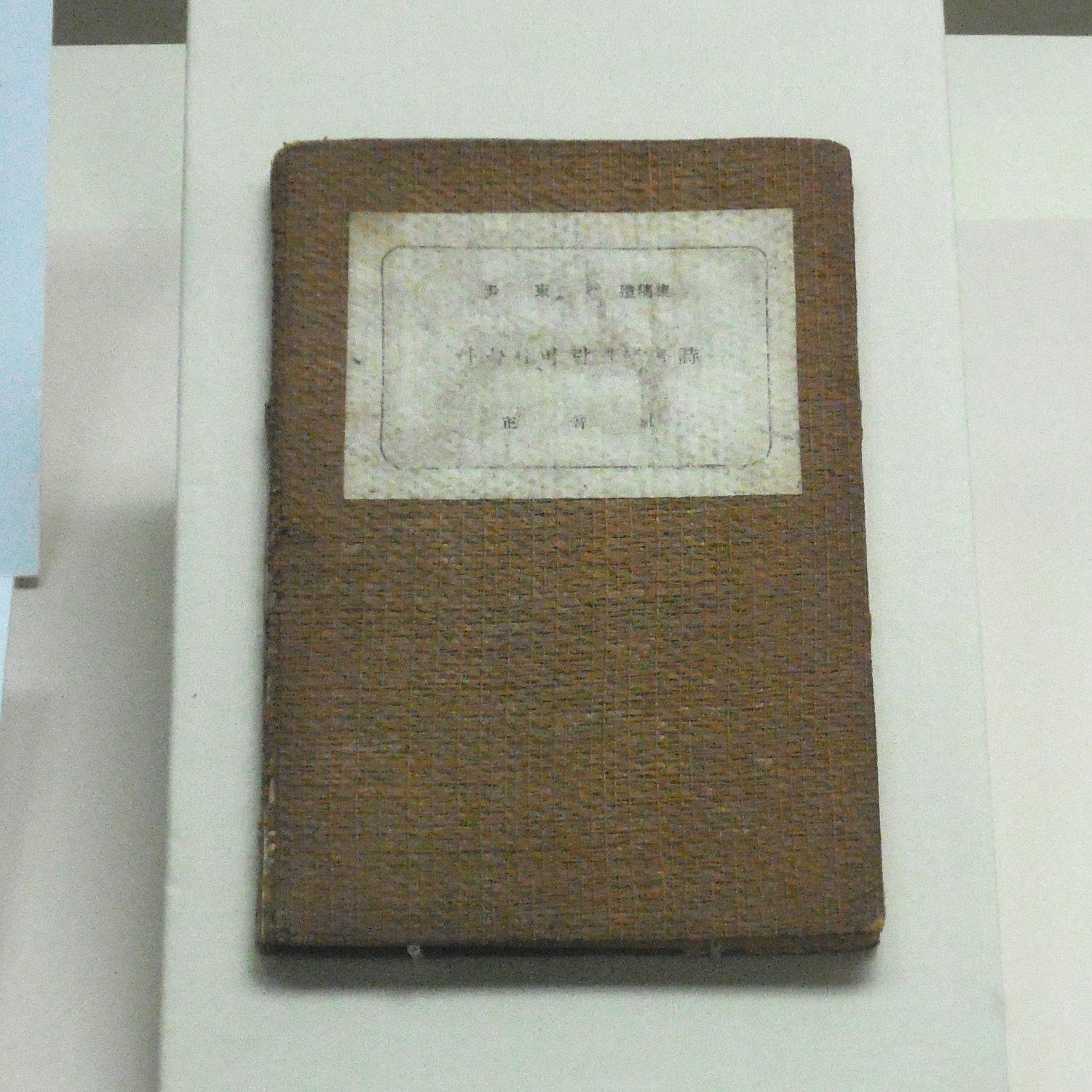
초간본

《하늘과 바람과 별과 시》는 윤동주의 사후에 출판된 유고시집으로, 1941년에 19편이 완성되어 시집으로 펴내려던 것을 일제의 검열을 우려하여 이루지 못하고 1948년 정음사(正音社)에서 유작 30편을 모아 동일한 이름으로 간행하였다. 처음 19편의 시는 모두 연희전문학교 시절에 쓰였다.
1948년 2월 윤동주의 3주기 추도식에 맞춰 갈색 벽지로 표지를 한 초간본 10권이 제작되었고, 정음사에서 발행한 것은 그 다음 달 1,000부를 찍어낸 초판본이다. 책은 다 됐지만 표지가 아직 덜 된 상태에서 추도식에 쓸 책을 따로 표지한 게 초간본이고, 한 달 뒤 이정의 파란색 판화 그림을 달고 초판본이 나와. 당시는 세로쓰기를 하던 때였으나 정음사를 만든 외솔 최현배의 뜻을 담아 한글 가로쓰기를 하다.  초간본 중 한 권은 울산광역시 남구 울산박물관에 있다.

## 수록 시 목록
1941년의 《하늘과 바람과 별과 시》에 수록된 시의 목록은 다음과 같다.
- 자화상
- 새로운 길
- 슬픈 족속
- 소년
- 병원
- 무서운 시간
- 눈 오는 지도
- 태초의 아침
- 또 태초의 아침
- 새벽이 올 때까지
- 십자가
- 눈 감고 간다
- 돌아와 보는 밤
- 간판 없는 거리
- 바람이 불어
- 또 다른 고향
- 길
- 별 헤는 밤
- 서시

## 같이 보기
- 마광수
- 초판 시집 표지를 꾸민 이는 이정으로 여태 이름만 알려졌으나 판화가 홍선웅이 2019년 <<근대서지>> 19호에 이주순임을 밝혔다. 처음에는 표지 의뢰로 정음사와 인연을 맺다가 정식 입사, 편집장에 이른다.[4]